# ベルシステム (企業)
株式会社ベルシステムとは、不動産担保ローン会社。
東京・中央区で、不動産担保融資を主な業務として、診療報酬債権（診療報酬請求権）を担保にした医師向け事業者ローン、メディカルローンなど。
そのほか弁護士、司法書士、税理士、公認会計士などが主要顧客
中堅中小企業を対象としたM&Aを仲介する日本の会社

## 拠点
東京都中央区日本橋室町一丁目10番11号 belle日本橋5F

## 沿革
2007年6月 1970年代から続くベルグループ内（不動産、検診センター、外国語学学校等）の事業として株式会社ベルシステム設立。中央区日本橋。資本金1,000万円
2007年6月 自創経営の導入
2007年9月 貸金業者登録　登録番号　東京都知事（1）第30875号
2007年12月 日本貸金業協会入会　協会員番号　第000914号
2008年1月 中小企業・医療経営に関するコンサルティング事業　開始
2008年10月 資本金を5,000万円へ増資
2009年10月 代表取締役に裵　麻里が就任
2010年9月 貸金業者登録更新　登録番号　東京都知事（2）第30875号
2011年6月 代表取締役に有賀　雅行が就任
2013年9月 貸金業者登録更新　登録番号　東京都知事（3）第30875号
2015年1月 M＆A関連ビジネス　開始
2016年1月 ベンチャー企業への投資事業　開始
2016年9月 貸金業者登録更新　登録番号　東京都知事（4）第30875号
2016年10月 会社ロゴリニューアル 2017年3月 ホームページリニューアル
2019年9月 貸金業者登録更新　登録番号　東京都知事（5）第30875号